# Palacio de Fürstenried

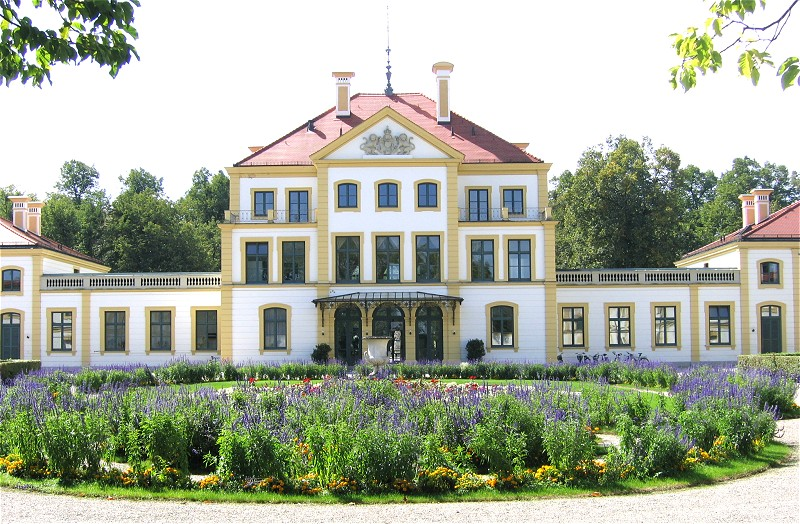
El Palacio de Fürstenried.

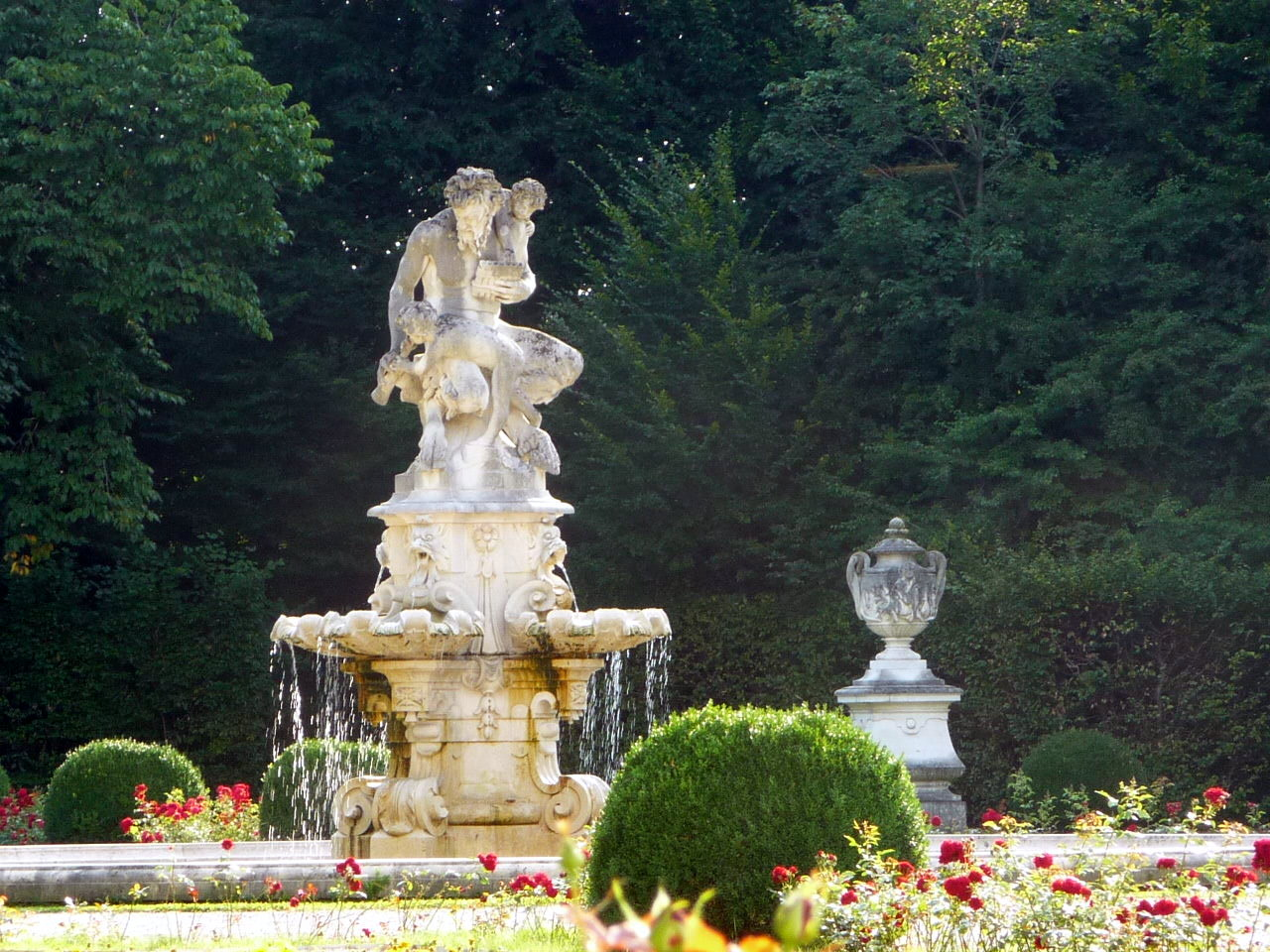
La escultura de la fuente de un fauno adorna la parte barroca del parque.

El Palacio de Fürstenried es un edificio barroco de la Casa real de Baviera construida a lo largo del siglo XVIII como residencia de verano y lugar para estadías mientras se practicaba la caza.
El palacio se encuentra al suroeste de la capital bávara, Múnich, y fue construido por orden de Maximiliano II de Baviera bajo la supervisión del arquitecto Joseph Effner durante el bienio de 1715 a 1717.
El palacio es un magnífico ejemplo de la arquitectura barroca alemana del siglo XVIII. Desde el año 1875 fue la residencia del rey Otón I de Baviera. El palacio se convirtió en un sanatorio particular del rey bávaro afectado de graves desórdenes mentales.
En la actualidad se destina a casa para ejercicios espirituales.